# Gabriel Lippmann
Jonas Ferdinand Gabriel Lippmann, francoski fizik judovskega rodu, * 16. avgust 1845, Hollerich, Luxembourg, † 13. julij 1921, na krovu ladje SS France v Atlantskem oceanu.
Lippmann je leta 1908 prejel Nobelovo nagrado za fiziko za postopek izdelave barvnih fotografskih slik na podlagi pojava interference.
Lippmann je tako razvil prvo barvno fotografsko ploščo, po njem poimenovana Lippmannova plošča.
Po njem se imenuje Lunin udarni krater Lippmann.